# アメージング・ストーリーズ

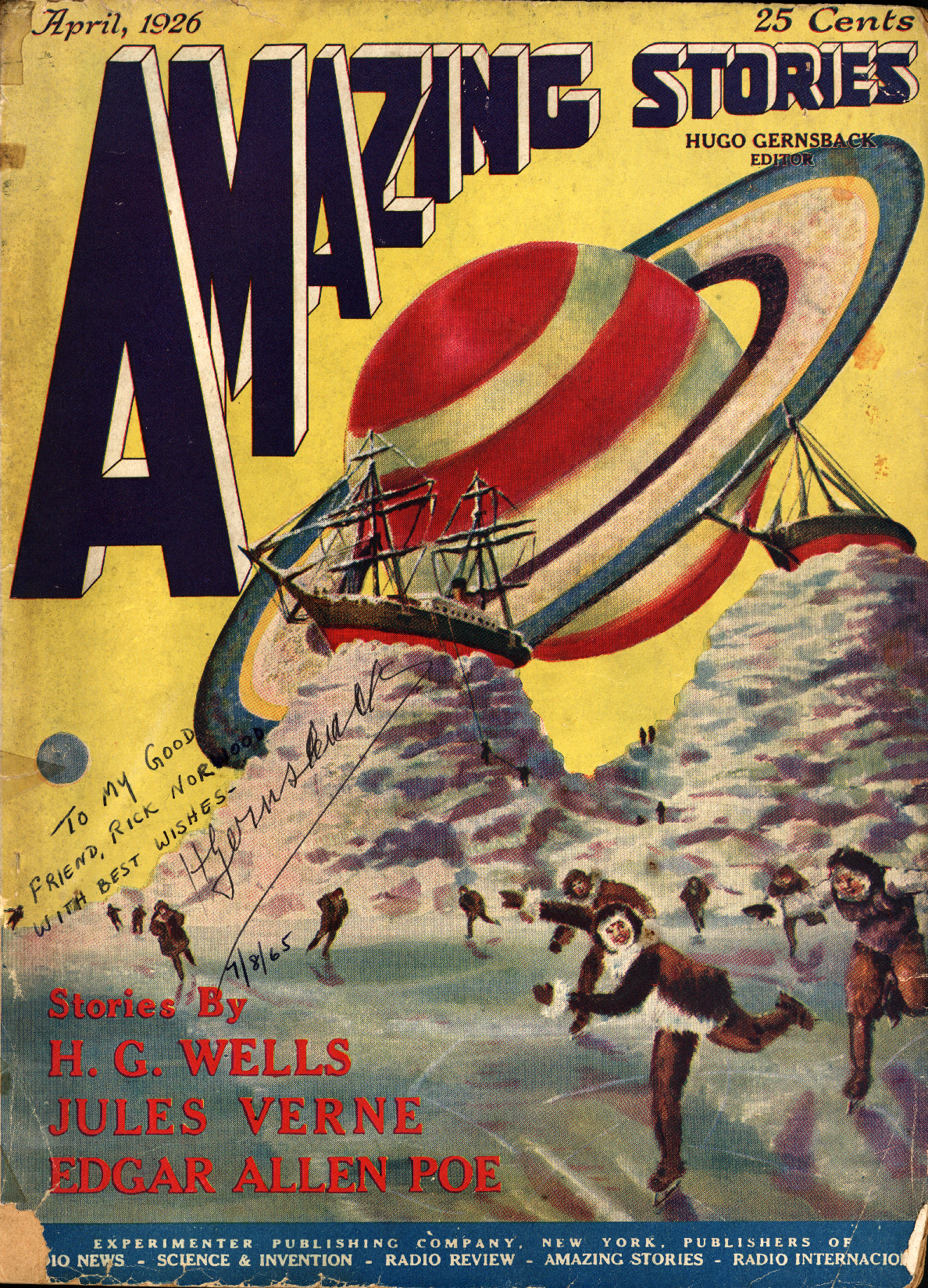
創刊号、1926年4月号表紙

『アメージング・ストーリーズ』（英: Amazing Stories）は、1926年にアメリカ合衆国で創刊された世界初のサイエンス・フィクション専門誌。アメリカSFの草分けとなった。誌名は『アメージング・サイエンス・フィクション・ストーリーズ』に何度か変更された。

## 概要
1926年4月にヒューゴー・ガーンズバックにより創刊。今日の目から見ると、紙質が安っぽくて表紙絵がけばけばしい、古典的なパルプ・マガジンである。表紙絵の多くは有名なSF画家フランク・R・パウルが手掛けた。タイトルロゴは、誌名の1文字目のAから最後のSまでを段々と小さく描いたもの。当時のパルプ・マガジンで主流だった探偵、西部劇、パイロット、少女、沼地の怪物や、複合ジャンルは扱わず、元来「サイエンティフィック・ロマンス」と呼ばれていたスタイルの物語ばかりを掲載した。ガーンズバックは「サイエンティフィクション」（略してstf/ステフ）という合成語を作ってこのジャンルを表した。これが後年「サイエンス・フィクション」（略してSF/エスエフ）として知られるようになるジャンルである。
けばけばしい外観にもかかわらず、ガーンズバックは高級な商品にしようとしていた。ほとんどのパルプ・マガジンはおよそ180 x 250 mmの大きさで、端を切りそろえていないアンカット本だったのに対し、『アメージング』は少し大きく200 x 280 mmにして、きれいに裁断し、少し高めの定価をつけた。ガーンズバックが SF の父とみなしたウェルズ、ヴェルヌ、ポーの作品を頻繁に掲載した。書き下ろし作品を増やすには既存の作家の水準がまだ十分でなかったので、数年間は他の作家の過去の作品も掲載した。

## 雑誌の変遷

1928年8月号表紙。『宇宙のスカイラーク』の一シーンを描いている（画・フランク・R・パウル）

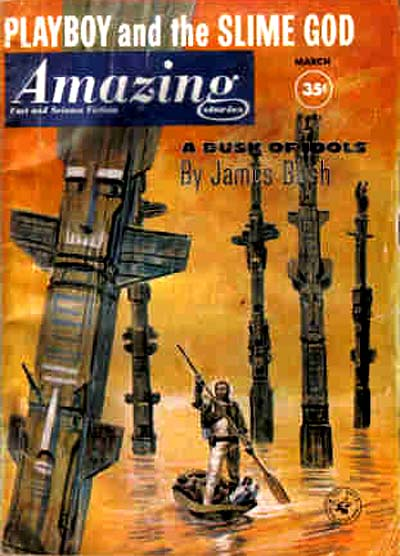
1961年3月号表紙。ジェイムズ・ブリッシュ著"A Dusk of Idols"の文字が掲げられている。

『アメージング』は世界初のSF専門誌だが、その前兆が無かったわけではない。ガーンズバックは科学と発明に注目した『モダン・エレクトリックス』などの雑誌を1909年から出版しており、そこにサイエンス・フィクションを掲載し人気を得ていた。だから、フィクションだけの雑誌を作ろうとするのは自然な流れである。しかし、1929年に『アメージング』などを刊行していたエクスペリメンター出版は破産に追い込まれ、『アメージング』は売却された。ガーンズバックはすぐに新しい出版社を設立し、同じ年にライバル誌『サイエンス・ワンダー・ストーリーズ』を創刊した。
『アメージング』の新たな発行人は、オコンナー・スローンを編集長に任命した。1938年にタイトルがZiff Davis社に売却され、レイモンド・A・パーマーが編集長となった。それから数年間の『アメージング』は、シリアスさを薄めた路線で商業的に成功したが、地底人の物語『シェイバー・ミステリー』シリーズを（SFではなく）事実として掲載したことで批評家やファンから大いに馬鹿にされた。Ziff-Davis社は『アメージング』の姉妹誌として、ファンタジー誌『ファンタスティック・アドベンチャーズ』を1939年に創刊した。この雑誌はパーマー編集長のもとファンタジー指向で発行を続けたが、後に創刊された洗練された外観の『ファンタスティック』と1954年に合併した。それ以降『ファンタスティック』は様々な作品を掲載していたが、1980年に『アメージング』と合併した。この2つの雑誌は同じ編集長が掛け持ちしていた。
この雑誌は1926年から1990年代まで、浮き沈みしながらも、様々な編集者・出版社・体裁の下で続いた。最後の10年間は刊行が不定期になり、2000年、Wizards of the Coast社・Pierce Watters編集人の時代に発行を中止した。
2004年9月にパイゾ・パブリッシング社で復活するが、翌年に休刊。公式サイトによると、2005年2月号は書店に並び、最後の3月号（第609号）はダウンロード販売のみになったようだ。
初期には『アメージング・ストーリーズ・クォータリー』という季刊の姉妹誌があった。「アメージング」というタイトルは、イギリスのSF誌『アメージング・サイエンス・ストーリーズ』（1951年）など、関係のない雑誌にも使われた。
アメリカで1985年から1987年に放送されたテレビドラマ『世にも不思議なアメージング・ストーリー』のタイトルは、監督のスティーヴン・スピルバーグが子供の頃に父親が読んでいた雑誌の名前から付けたものである。

## 編集者
- ヒューゴー・ガーンズバック （1926年4月 - 1929年4月）
- Arthur Lynch （1929年5月 - 1929年10月）
- T. O'Conor Sloane （1929年11月 - 1939年5月）
- レイモンド・A・パーマー（1939年6月 - 1939年12月）
- B.G. Davis （1940年1月 - 1946年5月）
- レイモンド・A・パーマー （1946年10月 - 1949年12月）
- Howard Browne （1950年1月 - 1956年8月）
- Paul W. Fairman （1956年9月 - 1958年12月）
- Cele Goldsmith Lalli （1959年1月 - 1965年10月）
- Sol Cohen （1965年8月 - 1967年10月）
- ハリイ・ハリスン （1967年12月 - 1968年9月）
- バリイ・N・マルツバーグ （1968年11月 - 1969年1月）
- テッド・ホワイト （1969年3月 - 1979年2月）
- Elinor Mavor （Omar Gohagen名義で1979年5月 - 1981年8月、実名で1981年11月 - 1982年9月）
- George H. Scithers （1982年11月 - 1986年7月）
- Patrick Lucien Price （1986年9月 - 1991年3月）
- Kim Mohan （1991年5月 -1995年、1998年-2000年）
- David Gross （2004年5月 - 2004年10月）
- Jeff Berkwits （2004年10月 -）

B.G. Davisは、Ziff-Davis社の全雑誌で編集者の肩書きを持っていたが、『アメージング』には毎日わずかしか関与しなかった。Browneの離脱後は、雑誌がCohen社に売却されるまでNorman LobsenzがEditorial Director（論説を書くがストーリーは買わない）を務めた。Cohen社での一年目は、Joseph Wrocz（署名はJoseph Ross）が編集した。Elinor Mavorは、Omar Gohagen名義を完全にやめる前に、しばらくEditorial & Art Directorという肩書きを使った。Mohanの第2期の間、Pierce WattersはMohanより上役のExecutive Editorだった。

## 1926年7月号（第4号）

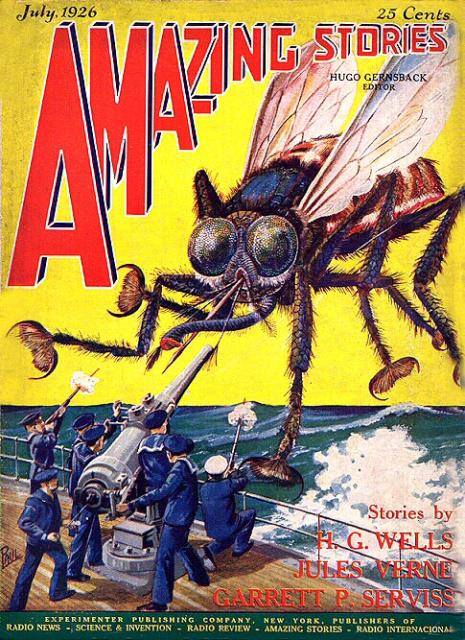
1926年7月号の表紙

雑誌の雰囲気を伝えるため、1926年7月号（第4号）をここで紹介する。表紙絵（右図）には、巨大なハエ（人間の何倍も大きい）が海軍の艦艇を攻撃し、艦上の人間が銃と大砲で反撃している様子が描かれている。下のほうに掲載作家ウェルズ、ヴェルヌ、ギャレット・P・サーヴィスの名前が書かれている。表紙下端には、ガーンズバックが手掛ける雑誌の名前を列挙し、その雑誌の読者の気を引こうとした。
全96ページ。ページ番号は前号からの通し番号になっている。フィクションでないページは、ガーンズバックが雑誌のモットーを広める1ページの論説だけである。
各作品の全ページに挿絵が付いている。手品のタネなどの小さな広告や、案内広告が少しある。ガーンズバックがけばけばしい広告を取り除いたので、一般的なパルプ・マガジンより広告は少ない。